# Cyclura collei
Cyclura collei är en ödleart som beskrevs av Gray, 1845. Cyclura collei ingår i släktet Cyclura och familjen leguaner. IUCN kategoriserar arten globalt som akut hotad. Inga underarter finns listade i Catalogue of Life.
Arten förekommer endemisk på södra Jamaica. Den lever i mera torra tropiska skogar i områden med kalkstensklippor.